# Экспресс-штуцер
Экспресс-штуцер — охотничье нарезное ружьё XIX века, составляющее переходную ступень от штуцера к винтовке, получившее своё название применительно к железнодорожной терминологии, вследствие чрезвычайно большой начальной скорости, сообщаемой пуле. Скорость эта настолько велика (не менее 1600 фт. в секунду), что, стреляя даже с дальних расстояний по быстро движущейся цели (напр. по бегущему животному), не представляется надобности метить впереди неё; траектория же, описываемая пулей, настолько отлога, что на расстоянии до 200 шагов пуля летит почти по прямой линии. Эти результаты, конечно, очень благоприятные для успешности охот, достигаются, главным образом, значительным увеличением заряда пороха, причем отношение веса этого заряда к весу пули (обыкновенно — с пустотой внутри, закрытой капсюлем или залитой воском) нередко равняется 1:3, а иногда даже более (напр. для кал. 500 — 7,64 г чёрного пороха и 19,20 г пули). При этом условии получается огромная разрушительная сила пули (убойность), которая от удара в зверя разворачивается вокруг своего донышка и даже разбивается вдребезги, чем причиняет страшные раны. 
Экспресс-штуцеры бывают одноствольные и, чаще, двуствольные; по типу различаются обычные и «магнум» — Э., допускающие особенно сильный заряд пороха и облегченную пулю; поразительно сильный бой этих последних Э. надежен лишь на коротких дистанциях. Э. делаются только малых калибров (см.): 360 (для охоты на коз, волков), 400, 450 (на лосей, медведей), 500 (то же) и 577 (на слонов, носорогов, львов, тигров). Для крепости, а также во избежание сильной отдачи (см.) Э. делаются очень тяжелыми: двуствольный Э. 577 кал. весит не менее 11 фнт., а 360 кал. — не менее 7,75 фнт. Нарезы употребляются довольно пологие. Гильзы — латунные, в виде конуса или бутылочного горлышка.